# Čo Ku-ham
Čo Ku-ham (korejsky 김 원진), (* 30. července 1992 Jižní Korea) je jihokorejský zápasník – judista.

## Sportovní kariéra
Je studentem univerzity v Jonginu. Je dvojnásobným vítězem univerziády z let 2013 a 2015. V jihokorejské seniorské reprezentaci se pohyboval od poloviny rok 2011 v těžké váze. V roce 2012 měl dostatek kvalifikačních bodů pro účast na olympijských hrách v Londýně, ale nebyl nominován na úkor Kim Song-mina. Od roku 2013 šel s vahou dolů a startoval v polotěžké váze. V roce 2016 se kvalifikoval na olympijské hry v Riu. V úvodním kole porazil po taktické bitvě na šido Švéda Martina Pacek. V dalším kole s Ukrajincem Artemem Blošenkem v polovině druhé minuty zaváhal, dovolil Blošenkovi úchop na zádech a prohrál na ippon technikou sumi-gaeši.
Čo Gu-ham je pravoruký, podsaditý judista, jeho osobní technika je morote seoi-nage přes opačné rameno.

### Vítězství
- 2011 - 1x světový pohár (Čedžu)
- 2012 - 1x světový pohár (Ulánbátar)
- 2014 - 2x světový pohár (Čedžu, Kano Cup)
- 2015 - 1x světový pohár (Čedžu)

## Výsledky
| Olympijské hry    |    |    | — |    |     |     | úč. |  |  |  |  |  |  |  |  |  |  |  |  |  |  |  |
| Mistrovství světa | —  | —  |   | —  | úč. | úč. |     |  |  |  |  |  |  |  |  |  |  |  |  |  |  |  |
| Asijské hry       | —  |    |   |    | 3.  |     |     |  |  |  |  |  |  |  |  |  |  |  |  |  |  |  |
| Mistrovství Asie  | —  | —  | — | 3. |     | —   | —   |  |  |  |  |  |  |  |  |  |  |  |  |  |  |  |
| MS juniorů        | 3. | 2. |   |    |     |     |     |  |  |  |  |  |  |  |  |  |  |  |  |  |  |  |